# Reda El Amrani
Reda El Amrani (Casablanca, 19 de maio de 1988) é um tenista profissional marroquino, El Amrani, tem como melhor ranqueamento de 160° da ATP, em simples, jogador que disputa prinpalmente challengers.